# Franco Harris
Franco Harris (7 de março de 1950 – 21 de dezembro de 2022) foi um ex-jogador de futebol americano que atuou como Fullback na National Football League (NFL) no Pittsburgh Steelers e no Seattle Seahawks. Ele foi escolhido pelos Steelers na primeira rodada do Draft de 1972, a 13ª seleção geral. Ele jogou seus primeiros 12 anos na NFL com os Steelers e seu 13º e último ano com os Seahawks. Harris foi introduzido no Hall da Fama do Pro Football em 1990.

## Primeiros anos
Harris nasceu em Fort Dix, Nova Jersey. Seu pai afro-americano serviu na Segunda Guerra Mundial; sua mãe era uma "noiva de guerra" da Itália. Harris formou-se na Rancocas Valley Regional High School em Mount Holly Township, Nova Jersey em 1968 e depois frequentou a Universidade Estadual da Pensilvânia.
Enquanto jogava em Penn State, Harris serviu principalmente como bloqueador para o running back Lydell Mitchell, mas acumulou 2.002 jardas com 24 touchdowns e uma média de 5 jardas por corrida, enquanto também conseguiu 28 passes para 352 jardas e outro touchdown. Ele liderou a equipe na pontuação em 1970.
- 1969: 115 corridas para 643 jardas e 10 touchdowns. 12 recepções para 189 jardas.[5]
- 1970: 142 corridas para 675 jardas e 8 touchdowns. 6 recepções para 66 jardas.
- 1971: 123 corridas para 684 jardas e 6 touchdowns. 10 recepções para 97 jardas e 1 touchdown.

## Carreira profissional
Em sua primeira temporada com os Steelers (1972), Harris foi eleito o Novato do Ano pelo The Sporting News e pela United Press International. Naquela temporada, ele ganhou 1.055 jardas em 188 corridas, com uma média de 5,6 jardas por corrida. Ele também correu por 10 touchdowns e recebeu quatro passes para touchdown. Ele era popular entre a grande população ítalo-americana de Pittsburgh: seus fãs, incluindo o "general de brigada" Frank Sinatra, apelidaram-se de "Exército italiano de Franco" e usavam capacetes do exército com o número deles.
Harris foi escolhido para nove Pro Bowls consecutivos (de 1972 a 1980) e foi All-Pro em 1977. Harris correu para mais de 1.000 jardas em oito temporadas, quebrando um recorde estabelecido por Jim Brown. Os running backs Harris e Rocky Bleier combinou com uma forte defesa para ganhar quatro Super Bowls nas temporadas de 1974, 1975, 1978 e 1979. Em 12 de janeiro de 1975, ele foi o MVP do Super Bowl IX; Nesse jogo ele correu para 158 jardas e um touchdown em 34 corridas e levou o time a vitória por 16-6 sobre o Minnesota Vikings. Harris foi o primeiro afro-americano, bem como o primeiro ítalio-americano a ser nomeado MVP do Super Bowl. Harris foi um dos principais contribuintes dos Steelers em todas as suas quatro primeiras vitórias no Super Bowl. Suas 101 corridas para 354 jardas são um recorde no Super Bowl, seus quatro touchdowns estão empatados no segundo lugar na história do Super Bowl.
Harris alega que ele estendeu sua carreira e, portanto, sua contribuição para os objetivos da equipe (incluindo quatro vitórias no Super Bowl), evitando contato desnecessário.

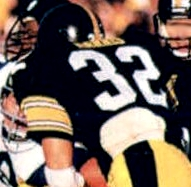
Harris no Super Bowl XIV

Após a temporada de 1983, Harris e Walter Payton estavam se aproximando do recorde de Jim Brown e Harris pediu à família Rooney (os proprietários dos Steelers) um aumento de salário. A família Rooney recusou, acreditando que Harris estava em uma queda de sua carreira e Harris ameaçou resistir.
Os Steelers dispensou Harris durante o campo de treinamento de 1984 e ele assinou com o Seattle Seahawks durante a temporada de 1984. Ele jogou apenas oito jogos com a equipe, ganhando apenas 170 jardas antes de se aposentar (192 jardas aquém do recorde de Jim Brown).
Em suas 13 temporadas profissionais, Harris ganhou 12,120 jardas (então a 3ª maior marca de todos os tempos) em 2.949 corridas, uma média de 4,1 jardas por corrida, e marcou 91 touchdowns (3ª maior marca também). Ele pegou 307 passes para 2.287 jardas, uma média de 7,4 jardas por recepção e nove touchdowns. As 12.120 jardas terrestres de Harris o colocam em 12º no ranking de todos os tempos da NFL, enquanto seus 91 touchdowns o colocam em 10°, empatado com Jerome Bettis.

Harris e os Rooneys se reconciliaram depois que Harris se aposentou; em 2006, durante as cerimônias de pré-jogo do Super Bowl XL, houve uma homenagem aos MVPs dos 39 jogos anteriores, Harris apareceu com uma bandeira dos Steelers quando era apresentado, para o deleite da multidão esmagadoramente pró-Steelers. Embora os Steelers tenham aposentado oficialmente apenas dois números de uniformes (número 70 de Ernie Stautner e número 75 de Joe Greene), ninguém usou o número 32 desde que ele deixou a equipe e é geralmente entendido que nenhum jogador usará esse número novamente.

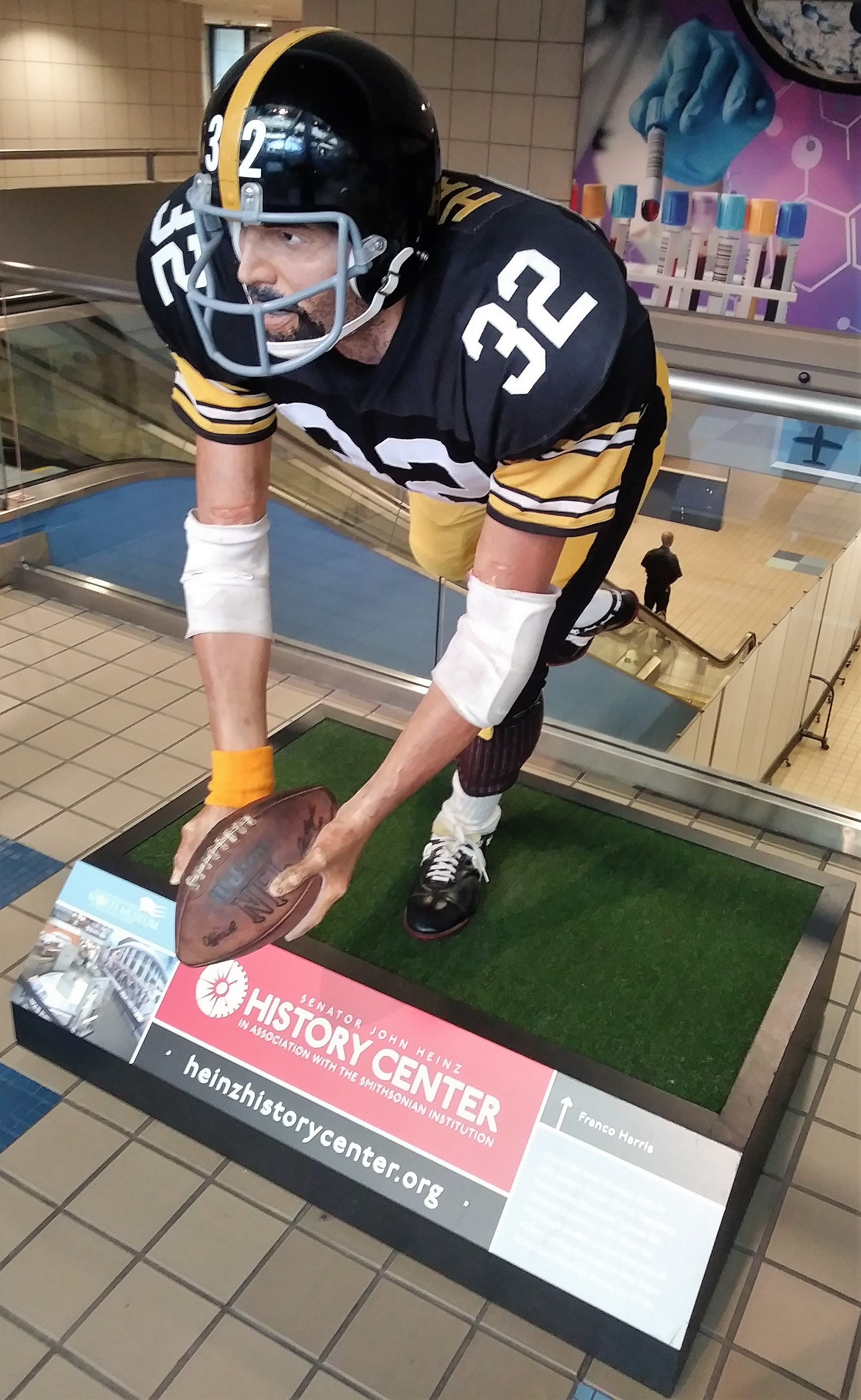
Estátua de Harris fazendo a "recepção imaculada" no Aeroporto Internacional de Pittsburgh.

Harris foi um jogador-chave em uma das jogadas mais famosas do futebol americano profissional, apelidada de "The Imaculate Reception" (A Recepção Imaculada) pelo apresentador de esportes de Pittsburgh, Myron Cope. Em um jogo dos playoffs de 1972, o Oakland Raiders lideravam por 7-6, com 22 segundos para o final do jogo, quando um passe de Terry Bradshaw foi desviado para longe mas Harris pegou a bola pouco antes de atingir o chão e correu para a endzone para ganhar o jogo.
Em 1999, ele ficou em 83º lugar na lista dos 100 Maiores Jogadores de Futebol Americano pela The Sporting News. Em 2006, o Heinz History Center, sede do Western Pennsylvania Sports Museum, instalou uma estátua em tamanho real de Harris no saguão do Aeroporto Internacional de Pittsburgh. A estátua é uma recriação da "The Imaculate Reception" de Harris.
Ele foi introduzido no Hall da Fama de Nova Jersey em 2011.

## Pós-Carreira
Harris e Lydell Mitchell, colegas bem-sucedidos de Universidade Estadual da Pensilvânia, agora são donos da Super Bakery, uma empresa fundada em 1990 para produzir alimentos voltados à nutrição para crianças em idade escolar. A empresa foi renomeada para RSuper Foods em 2006. A RSuper Foods produz o Super Donut que foi servido para estudantes de escolas públicas no leste dos Estados Unidos.
Harris e Mitchell também fizeram uma parceria em 1996 para resgatar a Companhia de Salsicha de Parques em Baltimore, o primeiro negócio afro-americano a abrir o capital nos EUA.
Harris também é um representante pago do plano de cassino da Harrah's / Forest City Enterprises no centro de Pittsburgh. Esta associação lhe valeu o apelido irônico, "Franco Harrahs".
Em 9 de julho de 2006, Harris fez uma aparição no Taco Bell "All-Star Legends e Celebrity Softball Game" no PNC Park, em Pittsburgh.
Em agosto de 2008, Harris participou da Convenção Nacional Democrata de 2008, em Denver, Colorado, como parte da delegação da Pensilvânia. Harris votou em Barack Obama em 15 de dezembro de 2008, como um dos 21 eleitores presidenciais democratas da Pensilvânia.
Em janeiro de 2011, Harris tornou-se co-proprietário da Pittsburgh Passion.
No romance de 2008 de John Grisham, "Jogando por Pizza", o fullback do Parma Panthers é apelidado de Franco como uma homenagem ao seu herói, Franco Harris, a quem ele se refere como o "maior jogador de futebol italiano". Esta é uma referência à herança racial mista de Franco.
Harris trabalhou brevemente com o Meadows Racetrack and Casino em 2011, antes de o cassino suspender o relacionamento após os comentários de Harris em apoio a Joe Paterno, seu treinador na Universidade Estadual da Pensilvânia, durante o escândalo de abuso sexual contra crianças na universidade.

## Vida pessoal
O irmão de Harris, Pete Harris, foi um jogador de futebol americano universitário e morreu em 15 de agosto de 2006 de um ataque cardíaco aos 49 anos de idade.
Em 27 de julho de 2009, o filho de Harris, Franco "Dok" Harris, anunciou oficialmente sua candidatura a prefeito da cidade de Pittsburgh. Ele ficou em segundo lugar nas eleições gerais de 3 de novembro daquele ano, recebendo 25% dos votos.
Franco atuou como membro do conselho consultivo do Centro de Inovação Alimentar da Universidade Estadual da Pensilvânia e, no outono de 2009, foi nomeado Professor Conti pela Penn State's School of Hospitality Management.
Harris estava envolvida e forneceu fundos para a Penn Staters for Responsible Stewardship, um grupo que visa derrubar os membros do conselho de administração da Universidade Estadual da Pensilvânia.
Harris foi retratado em um episódio de 2018 do programa "This Is Us".

## Morte
Harris faleceu em 20 de dezembro de 2022, em Sewickley, Pensilvânia. Ele morreu enquanto dormia.